# William Quan Judge
William Quan Judge (Dublino, 13 aprile 1851 – New York, 21 marzo 1896) è stato un filosofo e scrittore irlandese naturalizzato statunitense.

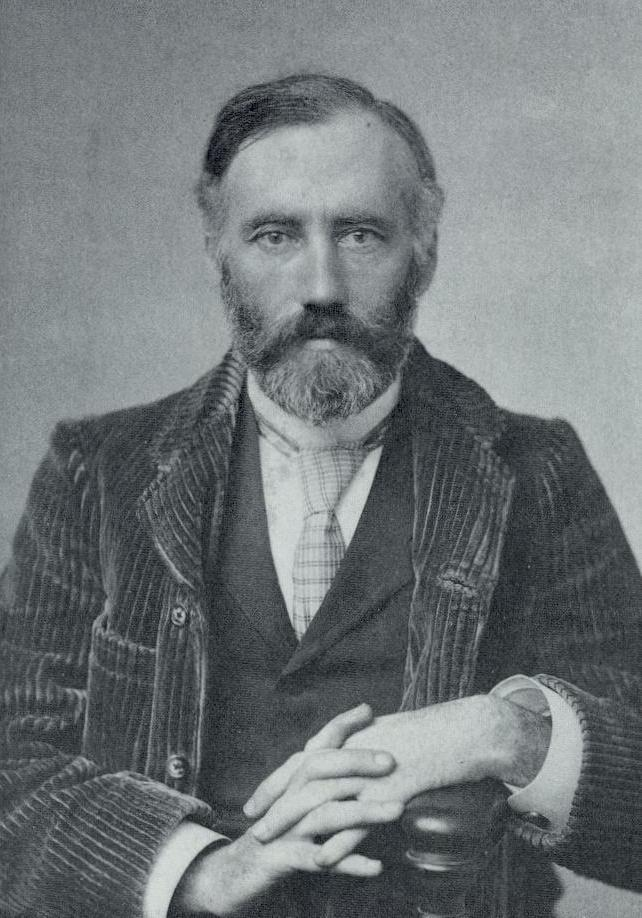
William Quann Judge

Mistico, esoterista e occultista teosofo, fu uno dei fondatori della prima Società Teosofica. 

## Vita
William Quan Judge nacque a Dublino, in Irlanda, da H. Frederic, di professione giudice, e Mary Alice Quan. All'età di 13 anni, dopo la morte della madre, la sua famiglia emigrò negli Stati Uniti. William fu naturalizzato cittadino americano a 21 anni. Studiò diritto e passò l'esame di stato come avvocato specializzato in legislazione commerciale, professione che gli assicurò un modesto reddito. Nel 1874 sposò l'insegnante Ella M. Smith, devota Metodista che inizialmente respinse la Teosofia, ma poi dopo la morte del marito nel 1896 aderì alla Società Teosofica.
W.Q. Judge fu affetto dalla malattia di Chagas (tripanosomiasi americana), che si aggravò a causa dello stress dovuto alle vicende della Società Teosofica. Morì il 21 marzo 1896, e il suo corpo fu cremato il 23 marzo.

### Fondazione della Società Teosofica

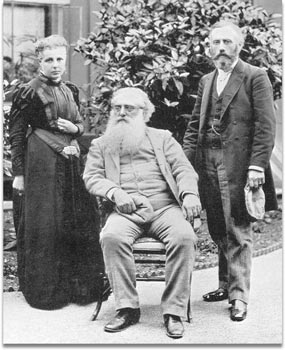
Annie Besant, Henry Steel Olcott, e William Quan Judge a Londra

Grazie ad una educazione liberale e alla frequentazione dei Massoni amici del padre, William crebbe in un ambiente illuminato e ricco di interessi. Era interessato a diverse religioni, ed anche il pensiero esoterico suscitava la sua curiosità. Nel 1874 lesse uno degli scritti di Henry Steel Olcott, People from the Other World, e contattò l'autore e Madame Blavatsky. Judge per primo ebbe l'idea di fondare una società per lo studio scientifico dei misteri, cosa che trovò d'accordo Olcott e Blavatsky. Nonostante la sua giovane età - nel 1875 Judge aveva solo 24 anni - fu quindi fra i diciassette fondatori della Società Teosofica. Nel 1884 divenne Segretario Generale della Sezione Americana della Società Teosofica, con Abner Doubleday come Presidente. Assieme a Blavatsky e Olcott, Judge rimase nell'organizzazione quando molti altri l'abbandonarono. Quando Olcott e Blavatsky lasciarono gli Stati Uniti per l'India, Judge rimase per portare avanti il lavoro della Società, proseguendo nel contempo la sua professione di avvocato.
Dopo la morte della Blavatsky nel 1891, Judge fu coinvolto in una disputa fra Olcott e Annie Besant sulla presunta falsificazione delle lettere dai Mahatma, cioè i Maestri spirituali ispiratori della Società. Come risultato, nel 1895 egli pose fine alla sua associazione con Olcott e Besant, portando con sé gran parte della Sezione Americana della Società. Judge gestì la sua nuova organizzazione per circa un anno fino alla sua morte a New York, dopo di che gli subentrò Katherine Tingley. L'organizzazione originata dalla fazione Olcott-Besant oggigiorno ha sede in India ed è nominata Theosophical Society - Adyar, mentre l'organizzazione di Judge è oggi nota semplicemente come Theosophical Society, spesso con la specificazione «International Headquarters Pasadena, California».
Judge scrisse articoli teosofici per diverse riviste, e anche il volume introduttivo The Ocean of Theosophy, nel 1893 (pubblicato anche in italiano col titolo L'Oceano della Teosofia).

## Scritti e pubblicazioni
- The Ocean of Theosophy (1893)

In italiano: L'Oceano della Teosofia, Edizioni Teosofiche Italiane, e BIS (Blue International Studio)
- The Yoga Aphorisms of Patanjali, An Interpretation by W.Q. Judge (1889)

In italiano: Gli Aforismi Yoga di Patanjali, Libreria Editrice Psiche
- Echoes from the Orient (1890)
- Letters That Have Helped Me (1905)
- Bhagavad-Gita combined with Essays on the Gita (1969)
- Occult Tales (1885 - 1893)
- Practical Occultism: From the Private Letters of W. Q. Judge (1882 - 1891)
- Articles of William Q. Judge[3]
- Answers to Questions
- An Epitome of Theosophy
- The Path Magazine (1886 - 1896)
- Sunrise Special Issue 1996: William Q. Judge (1851 - 1896)